# Lonne Elder III
Lonne Elder III (* 26. Dezember 1927 in Americus, Georgia; † 11. Juni 1996 in Los Angeles, Kalifornien) war ein US-amerikanischer Theaterschauspieler, Dramatiker und Drehbuchautor. 1973 waren er und seine Kollegin Suzanne de Passe die ersten beiden Afroamerikaner, die je für einen Drehbuch-Oscar nominiert wurden. Elder war für das Drehbuch von Das Jahr ohne Vater und De Passe für Lady Sings the Blues nominiert.

## Leben
Lonne Elder III wuchs in Jersey City, New Jersey auf. Er begann als Theaterschauspieler am Broadway, sattelte aber kurz darauf auf das Schreiben diverser Stücke um. Mit seinem bekanntesten Stück Ceremonies in Dark Old Men gewann er einen Drama Desk Award für Most Promise Playwright. Zudem wurde er für den Pulitzer-Preis nominiert. Das Stück über einen Barbier in Harlem und seine Familie wurde 1969 von der Negro Ensemble Company produziert. Elder war dort Leiter der Dramaturgie-Abteilung. Anschließend studierte er in Yale Filmemachen, schloss ein Studium aber nie ab.
1972 erschien der Film Das Jahr ohne Vater, für den Elder eine Oscar-Nominierung erhielt. Er schrieb auch eine Fortsetzung zu dem Film Sounder, Part 2, die 1976 veröffentlicht wurde. Elder war für Stoffe bekannt, die sich für den Feminismus unter afroamerikanischen Frauen starkmachten, so zum Beispiel die Miniserie A Woman Called Moses über Harriet Trubman. Sein Drehbuch wurde mit dem Writers Guild of America Award, dem Christopher Award, dem America Historical Society Award und dem NAACP Image Award ausgezeichnet. 1979 wurde er in die Black Film Makers Hall of Fame aufgenommen.
Er arbeitete am Drehbuch des Richard-Pryor-Films Einmal und nie wieder mit. Gelegentlich trat er auch noch auf dem Broadway auf, so zum Beispiel als Bobo in Lorraine Hansberrys Stück A Raisin in the Sun.

## Filmografie
- 1973: Das Jahr ohne Vater (Sounder)
- 1973: Melinda
- 1976: Sounder Part 2
- 1982: Thou Shalt Not Kill
- 1983: Einmal und nie wieder (Bustin’ Loose)
- 1989: Runaway